# Megachile rufocaudata
Megachile rufocaudata är en biart som beskrevs av Heinrich Friese 1903. Megachile rufocaudata ingår i släktet tapetserarbin, och familjen buksamlarbin. Inga underarter finns listade i Catalogue of Life.